# Métodos de agrandamiento del clítoris
Los métodos de agrandamiento del clítoris son formas de modificación corporal que tienen el potencial de aumentar el tamaño del clítoris y mejorar el placer sexual. El agrandamiento del clítoris se puede lograr a través de diversos medios, cada uno de los cuales puede tener ciertos efectos secundarios y riesgos..
La condición médica congénita o adquirida conocida como clitoromegalia o macroclítoris contrasta con el agrandamiento intencional del clítoris, aunque cualquier agrandamiento anormal del clítoris a veces se conoce como clitoromegalia.

## Objetivo
Hay varias razones por las que alguien querría agrandarse el clítoris. Para algunas personas, es una elección estética personal. Las personas que creen que el tamaño de su clítoris impide una estimulación adecuada de los actos sexuales que pueden estimular directamente el clítoris, como la técnica de alineación coital, pueden optar por agrandar el clítoris con la esperanza de que sea más fácil de estimular.

## Métodos
Los métodos más comunes de agrandamiento del clítoris son:
- Uso de cremas que contienen andrógenos en el clítoris.
- Inyección de testosterona durante un tiempo prolongado, como se observa en hombres transgénero y personas no binarias. Las fisicoculturistas que utilizan testosterona también pueden experimentar crecimiento del clítoris.
- El uso de una bomba clitoriana, como la bomba para el pene, puede utilizarse antes o durante la masturbación u otra actividad sexual para un efecto temporal.
- El injerto de grasa/transferencia de grasa es una opción que ofrecen muchas clínicas estéticas occidentales.
- Los rellenos dérmicos son otra opción para quienes buscan agrandar su clítoris.

Hay desacuerdo sobre el mejor enfoque; muchos afirman que el tamaño aumenta con el bombeo, mientras que otros dicen que la testosterona es la única forma de obtener resultados significativos. Ambos métodos implican cierto riesgo. Si el bombeo se hace incorrectamente, puede causar daño al tejido eréctil y a los vasos sanguíneos. El uso de cualquier esteroide como la testosterona implica un riesgo, ya que estos compuestos pueden tener efectos sistémicos.
Si bien los efectos sistémicos de la testosterona son esperables y deseables tanto en hombres trans como en personas no binarias que la usan, las mujeres cisgénero generalmente no quieren los otros efectos masculinizantes de la testosterona sistémica. Aplicar crema o gel con testosterona directamente en el clítoris, en lugar de inyectarlo (la vía de administración habitual para la terapia hormonal transgénero), disminuye la absorción sistémica y puede ser suficiente para quienes solo buscan tener un clítoris más grande y evitar otros efectos virilizantes no deseados. Según algunos, la DHT (dihidrotestosterona), un andrógeno muy potente, puede usarse eficazmente para esto con efectos secundarios mínimos. Ningún estudio científico ha confirmado este efecto en la anatomía femenina, pero investigaciones dirigidas al tratamiento del micropene han descubierto que la aplicación local de DHT es muy eficaz para estimular el crecimiento del pene en microfalos. Debido a la similitud biológica entre el tejido del pene y el clítoris, es probable que haya un crecimiento significativo del clítoris. A diferencia de la testosterona, la DHT no se puede convertir en el estrógeno estradiol y, por lo tanto, es ideal para generar efectos puramente androgénicos. Sin embargo, la DHT no está disponible en algunos países, incluido Estados Unidos.
El bombeo de clítoris es otro método aplicado para el agrandamiento del clítoris. Todavía faltan pruebas que demuestren su eficacia, pero sigue siendo una actividad popular. Los peligros potenciales del bombeo al vacío son bien conocidos por quienes están familiarizados con el bombeo de pene. Si la presión de vacío aplicada es demasiado grande, puede provocar la rotura de vasos sanguíneos, hematomas, ampollas, daños en el tejido eréctil y otros tipos de traumatismos. Generalmente, se considera que las presiones seguras son inferiores a 5 in-Hg de vacío o 0,17 atm (16 kPa).
Un enfoque menos común para el agrandamiento del clítoris es la inyección de solución salina.